# Łysohirka (obwód odeski)
Łysohirka (ukr. Лисогірка) – wieś na Ukrainie, w obwodzie odeskim, w rejonie podolskim, w hromadzie Kodyma. W 2001 liczyła 930 mieszkańców, spośród których 885 wskazało jako ojczysty język ukraiński, 43 rosyjski, a 2 mołdawski.
Znajduje tu się przystanek kolejowy Łysohirka, położony na linii Żmerynka – Odessa.